# Черниховский, Саул Гутманович
Саул Гутманович Чернихо́вский (20 августа 1875, Михайловка — 14 октября 1943, Иерусалим) — еврейский поэт, переводчик, врач. Писал на иврите.

## Биография

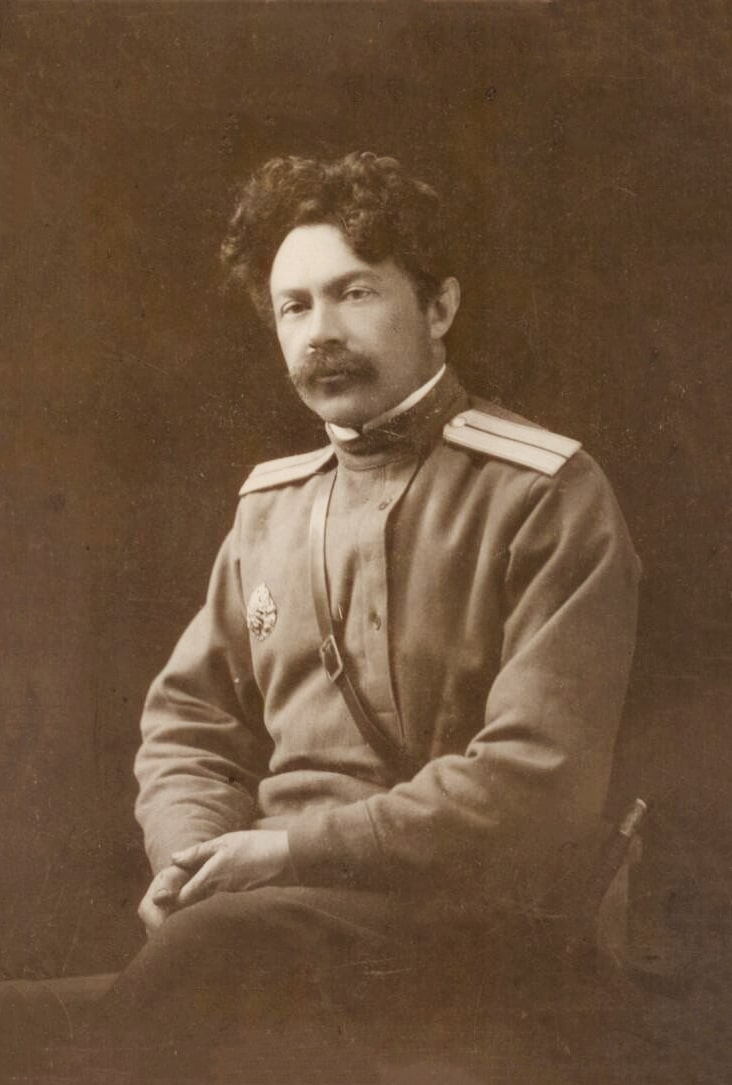
военврач С. Г. Черниховский, 1915 в военной форме с погонами титулярного советника по военно-медицинскому ведомству.

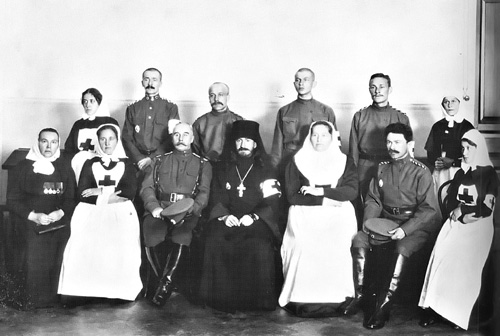
Отряд Серафимовского лазарета перед отправкой в Минск. Впереди второй справа, сидит военврач С. Г. Черниховский

Саул Гутманович Черниховский родился в Михайловке (Таврическая губерния, ныне Запорожская область, Украина). Владел еврейскими языками иврит и идиш, а также русским, немецким, греческим и латинским языками. В 12 лет написал героическую библейскую поэму, будучи гимназистом переводил на иврит произведения Пушкина. В 15 лет продолжил образование в Одессе. При поддержке Иосифа Клаузнера стал публиковать стихи. Затем уехал в Гейдельберг и Лозанну, где изучал медицину. По возвращении из-за границы работал врачом в Мелитополе и в Харьковской губернии.
В 1910 году переехал в Петербург. Во время первой мировой войны также был врачом в госпитале (Серафимовский лазарет в Минске). Был награждён орденами Св. Станислава третьей степени и Св. Анны третьей степени).
После войны возвратился в Одессу, занимался частной медицинской практикой. В 1922 году эмигрировал из России, поселился в Берлине.
В 1931 году переехал в Эрец-Исраэль, участвовал в составлении Словаря медицинских и естественнонаучных терминов (латынь-иврит-английский), работал врачом в школе. Также продолжал писать стихи и переводить знаменитые произведения (именно Черниховский перевёл на иврит «Илиаду», «Одиссею» и «Слово о полку Игореве»). В 1934, за перевод Калевалы, награждён рыцарским крестом ордена Белой розы Финляндии. С 1936 — представитель литературы на иврите в международном ПЕН-клубе. В 1935 и 1937 годах был номинирован Клаузнером на Нобелевскую премию по литературе, но так и не получил её.
Черниховскому дважды вручали литературную премию имени Бялика — награду, которая присуждается муниципалитетом Тель-Авива литераторам, пишущим на иврите. Скончался в 1943 году в Иерусалиме.

## Творчество
Писал стихи на иврите (в то время иврит ещё не был полностью восстановлен как разговорный, и его часто называли «древнееврейским языком»). Поэзия воспевает внутреннее возрождение через сионизм, освобождение еврейской души. Кроме лирических стихотворений писал баллады, идиллии и сонеты. Написал серию исторических баллад и поэму («Барух из Майнца»), которые описывают историю еврейства и антисемитизма. Стихи Черниховского переводили Валерий Брюсов, Владислав Ходасевич. В сонетах Черниховского прослеживается влияние символизма «серебряного века». Перевел на иврит «Илиаду», «Одиссею», «Слово о полку Игореве», «Калевалу», «Царь Эдип» Софокла, «Эпос о Гильгамеше» и другие известные произведения.

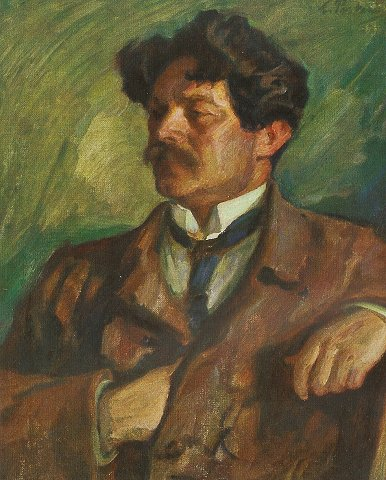
Портрет работы Леонида Пастернака

Наряду с Х. Н. Бяликом ввёл в ивритскую поэзию силлабо-тоническую метрику вместо традиционной силлабики. В этом сказалось влияние русской поэзии. Широко использовал гекзаметр. Для современных носителей иврита, однако, метрику Черниховского часто сложно воспринимать из-за того, что ударения в современном иврите иные, чем в языке, на котором писал поэт; существенно поменялся, став живым средством общения, также и сам язык.

## Семья
- Жена — Мелания (Марии) фон Гозиас-Горбацевич
  - Дочь — Изольда, бактериолог, была замужем за Авраамом Виленским
    - Внук — Александр Виленский

## Память

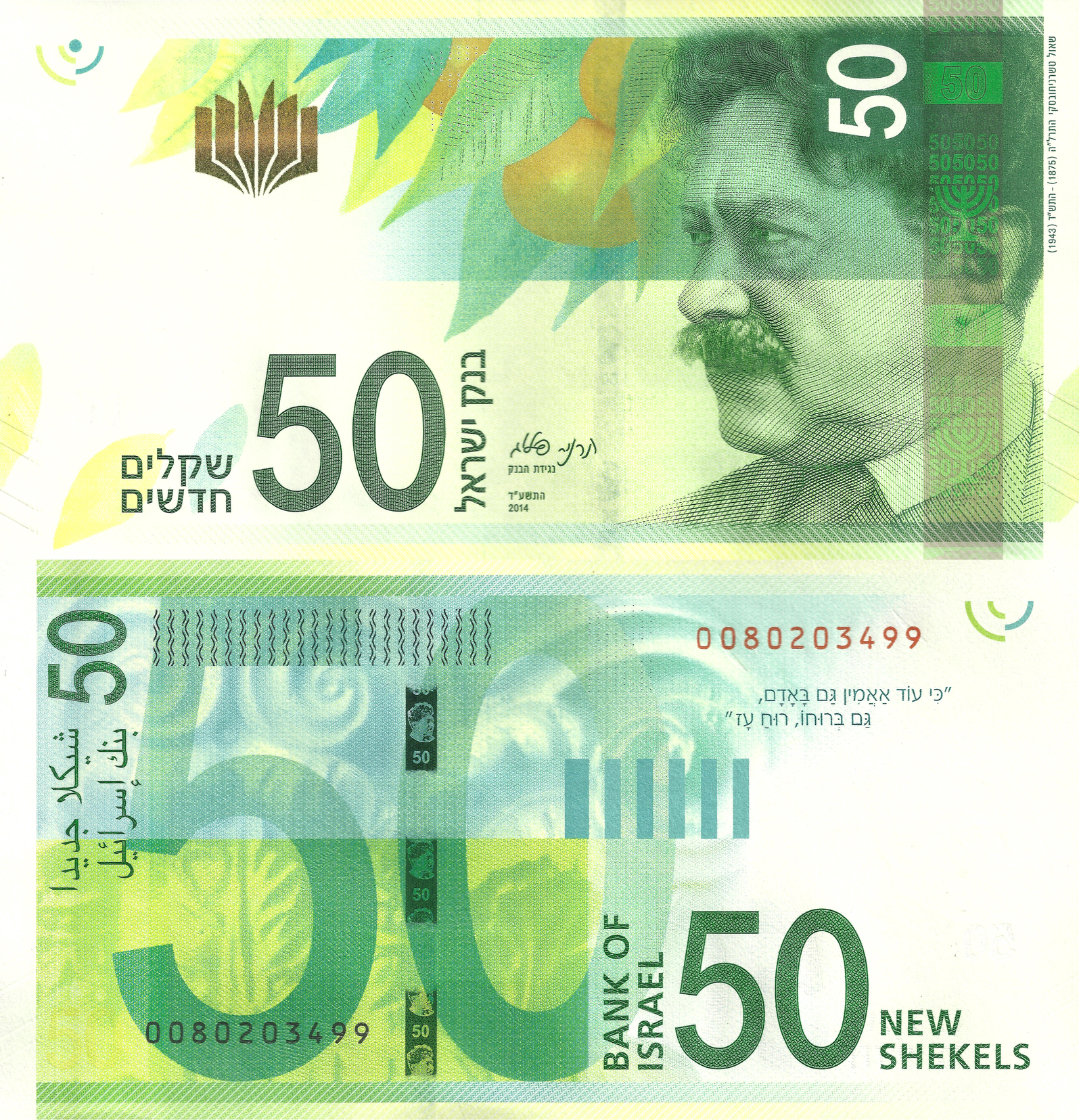
Купюра 50 шекелей 2014 года с портретом Черниховского

Именем Черниховского названы улицы во многих городах Израиля, а также дом писателя в Тель-Авиве, школы и другие учреждения.
С осени 2014 года портрет Черниховского печатается на израильских купюрах третьей серии номиналом 50 шекелей.
20 августа 2020 г. памятную доску Черниховскому открыли на здании Михайловского краеведческого музея (Запорожская область, Украина).